# Peter Masseurs
Peter Johannes Maria Masseurs (Halsteren, 24 juli 1944 – Haarlem,  5 januari 2019) was een Nederlands trompettist.

## Opleiding
Op zijn twaalfde begon Masseurs met trompet spelen, geïnspireerd door zijn musicerende vader en een (jeugd)vriend die ook trompet speelde. Masseurs studeerde trompet aan het Koninklijk Vlaams Conservatorium in Antwerpen, waar hij afstudeerde met de Prix d’excellence.

## Loopbaan
Na zijn studie, in 1963, ging Masseurs spelen in de Marinierskapel der Koninklijke Marine. In maart 1970 werd hij eerste trompettist van het Rotterdams Philharmonisch Orkest. Van 1982 tot zijn pensionering in 2009 was hij een van de twee solo-trompettisten van het Koninklijk Concertgebouworkest (de andere was Frits Damrow). Daarnaast was hij hoofdvakdocent trompet aan het Conservatorium van Amsterdam.
Hij speelde de soloconcerten van Joseph Haydn, Henri Tomasi en Bernd Alois Zimmermann en de trompetsolo in het Eerste pianoconcert van Dmitri Sjostakovitsj. In september 2002 gaf hij de (ook op cd verschenen) wereldpremière van het concert voor flügelhorn van Willem Jeths. Dit opdrachtwerk voor het KCO is speciaal voor Masseurs geschreven. Naast Jeths schreven ook andere componisten voor hem, onder wie Otto Ketting (Intrada geschreven voor Kettings eigen examen in 1958) en Martijn Padding (One Trumpet). Masseurs nam ook een cd op met werken voor trompetsolo (in de serie Soloists from the Royal Concertgebouw Orchestra). 
Hij trad op als solist bij veel orkesten in Nederland en Europa en speelde ook in het Nederlands Blazers Ensemble, het Asko Ensemble, het Schönberg Ensemble, het Viotta Ensemble, de Amsterdamse Bachsolisten en de Ebony Band. 
- Bibliothèque nationale de France: cb14204344g (data)
- International Standard Name Identifier: 0000 0000 5517 843X
- Library of Congress Control Number: n93087587
- Nationale Bibliotheek van Letland: 000150281
- MusicBrainz: af2985e9-732b-4019-99ce-f9434ea3d9bb
- Nationale Bibliotheek van Israël: 987007453800805171
- Nederlandse Thesaurus van Auteursnamen: 13616367X
- Système universitaire de documentation: 185590675
- Virtual International Authority File: 44510634
- WorldCat: E39PBJgCGCvJx4xJCcDCtrycfq